# Taborstraße
Taborstraße – jedna ze stacji metra w Wiedniu na linii U2. Została otwarta 10 maja 2008.
Znajduje się w 2. dzielnicy Wiednia, Leopoldstadt. Jej nazwa pochodzi od najstarszej ulicy w Leopoldstadt Taborstraße. Zapewnia ona dostęo między innymi do Karmeliterviertel.